# Karen Thurman

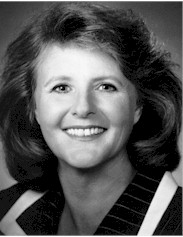
Karen Thurman

Karen L. Thurman (* 12. Januar 1951 in Rapid City, South Dakota) ist eine US-amerikanische Politikerin. Zwischen 1993 und 2003 vertrat sie den Bundesstaat Florida im US-Repräsentantenhaus.

## Werdegang
Karen Thurman wurde in South Dakota geboren, hat aber den größten Teil ihres Lebens in Florida verbracht. Dort besuchte sie bis 1970 das Santa Fe Community College in Starke. Anschließend studierte sie Pädagogik an der University of Florida in Gainesville. Später heiratete sie den Richter John Thurman, mit dem sie zwei Kinder hat. Die Familie ließ sich in Dunnellon nieder. Zwischen 1974 und 1982 war Karen Thurman Mitglied im dortigen Gemeinderat. In den Jahren 1979 bis 1981 amtierte sie dort auch als Bürgermeisterin. Politisch trat sie der Demokratischen Partei bei.
Bei den Kongresswahlen des Jahres 1992 wurde sie im fünften Wahlbezirk von Florida in das US-Repräsentantenhaus in Washington, D.C. gewählt, wo sie am 3. Januar 1993 die Nachfolge des Republikaners Bill McCollum antrat. Nach vier Wiederwahlen konnte sie bis zum 3. Januar 2003 fünf Legislaturperioden im Kongress absolvieren. Dort war sie zunächst Mitglied im Landwirtschaftsausschuss und im Ausschuss zur Reform der Regierungsstruktur (Committee on Government Reform and Oversight). Später wurde sie Mitglied im Steuerausschuss.
Nach einer Neugliederung der Wahlbezirke unterlag sie bei den Kongresswahlen des Jahres 2000 im neu gegliederten fünften Distrikt der Republikanerin Ginny Brown-Waite. Zwischen 2005 und 2010 war Karen Thurman als Nachfolgerin von Scott Maddox Parteivorsitzende der Demokraten in Florida.